# 迷楼
贞固堂，原名德记酒店，位於江苏省昆山市周庄镇贞丰桥畔，是一处昆山市文物保护单位。

## 历史
迷楼酒店开设于清光绪末年，店主李德夫来自镇江。1920年代初，南社发起人柳亚子、陈去病、王大觉，费公直等人四次在迷楼饮酒赋诗百余首，结集为《迷楼集》。周庄迷楼因而扬名。迷楼高二层，歇山顶。

## 保护
2004年7月8日，贞固堂公布为第三批昆山市文物保护单位。